# Automate d'appel
Un automate d'appel est un système téléphonique capable de composer des numéros de téléphone automatiquement et, généralement, en grand nombre, dans le but de délivrer un message pré-enregistré aux destinataires qui répondent (un robocall aux États-Unis, de robot et call : appel).

## Fonctionnalités
Parfois, des fonctionnalités plus avancées que la lecture d'un message sont mises en place, avec la possibilité de fonctionner à la manière d'un serveur interactif, permettant au destinataire d'utiliser les touches de son clavier pour faire des choix, saisir des informations, etc.
Le destinataire peut parfois demander la mise en relation avec un conseiller.
L'application peut enregistrer dans un journal les opérations qu'elle effectue et les choix de l'utilisateur.

## Usages
Les automates d'appel sont employés dans des domaines divers : 
- pour le marketing direct et la prospection ;
- dans le marketing politique et les campagnes électorales[1] ;
- pour réaliser des enquêtes, des sondages, des études de marché ;
- par certaines sociétés spécialisées dans le recouvrement de créances, pour harceler et intimider les débiteurs ;
- pour alerter d'un problème.

## Légalité
En France, depuis la Loi pour la confiance dans l'économie numérique de 2004, l'utilisation d'un automate d'appel à des fins commerciales est soumise à l'autorisation préalable du destinataire (opt in),. Dans le cas contraire, il s'agirait de spam.